# Феррагамо, Сальваторе
Сальвато́ре Феррага́мо (итал. Salvatore Ferragamo; 5 июня 1898, Бонито, Италия — 7 августа 1960, Флоренция) — итальянский обувщик, известный своей обувью ручной работы.
В 20-х годах работал в Голливуде, вернувшись в Италию, основал во Флоренции собственную компанию Salvatore Ferragamo. Его неординарный подход к обуви породил такие новшества, как клиновидный и квадратный каблуки — последний считается наиболее известным изобретением мастера.

## Биография
Сальваторе Феррагамо родился 5 июня 1898 года в Бонито возле Авеллино одиннадцатым из четырнадцати детей. После того, как он в девятилетнем возрасте сделал свою первую пару обуви для сестры, которая надела её на миропомазание, он решил, что нашёл своё призвание. После года изучения сапожного дела в Неаполе, Феррагамо открыл небольшую мастерскую в доме своих родителей. В 1914 году он отправился в США, где один из его братьев работал на фабрике ковбойских сапог в Бостоне.
Через некоторое время Феррагамо убедил своих братьев переехать в Калифорнию, сначала в Санта-Барбару, а после в Голливуд, где открыл лавку по починке и изготовлению обуви по индивидуальному заказу. Здесь Феррагамо заработал репутацию «сапожника для звёзд» — его обувь стала пользоваться популярностью у кинознаменитостей, Чтобы понять, почему его обувь, радуя глаз, натирала ногу, он изучал анатомию в университете Южной Калифорнии.
Проведя в США тринадцать лет, в 1927 году Феррагамо вернулся в Италию. Он открыл мастерскую на Виа Маннелли во Флоренции. Экспериментируя с дизайном, он запрашивал патенты на модели и некоторые свои изобретения. В 1933 году объявил о банкротстве из-за плохого управления и экономической обстановки. Тем не менее, компания выжила; в 1950-е на фабрике Феррагамо работало около 700 мастеров, которые производили 350 пар обуви ручной работы ежедневно. 
Среди клиентов Феррагамо были такие знаменитости, как рани Индира Деви, Эва Перон, Ава Гарднер, Одри Хепбёрн, Мэрилин Монро.
Сальваторе Феррагамо умер 7 августа 1960 года в возрасте 62 лет. После его смерти компанией стали управлять жена Ванда и, позднее, их дети.

## Семья
Сальваторе Феррагамо был женат на Ванде Феррагамо-Милетти. В 1960 году, после смерти мужа, она возглавила его компанию. Достигнув преклонных лет, стала Почётным председателем. У супругов было шестеро детей — Фиамма, Джованна, Фальвия, Ферруччо, Массимо и Леонардо.
- Фиамма Феррагамо ди Сан-Джулиано (ум. 1998) была также талантливым обувщиком. Она создала многие знаковые модели фирмы, в том числе «лодочки» (1978), «вары» и Gancino.
- Джованна Джентиле-Феррагамо, вице-президент компании.
- Фальвия Висконти-Феррагамо, вице-президент компании. Начиная с 1970-х годов управляла подразделением шёлковых изделий.
- Ферруччо Феррагамо, президент компании.
- Массимо Феррагамо, начиная с 1970-х годов председатель подразделения, занимающегося дистрибуцией в Северной Америке.
- Леонардо Феррагамо, начиная с 2000 года президент холдинговой компании  Palazzo Feroni Finanziaria.

## Компания
После смерти Феррагамо основанная им компания постепенно расширяла производство. Под маркой Salvatore Ferragamo начали выпускаться сумки, солнцезащитные очки, шёлковые платки, часы, духи и готовая одежда.
Компания принадлежит семье Феррагамо, которая включает в себя (на ноябрь 2006 года) вдову Сальваторе Ванду, их пять детей, 23 внуков и других родственников. В компании действует правило, что только 3 члена семьи могут работать в ней одновременно[уточнить], что вызывает жёсткую конкуренцию. Чтобы ослабить напряжённые отношения, в сентябре 2006 года семья объявила о намерении выпустить 48 % акций на фондовом рынке (однако с января 2008 года этот план может быть приостановлен из-за финансового спада). С октября 2006 года управляющим и генеральным директором служит Микеле Норса.

## Музей

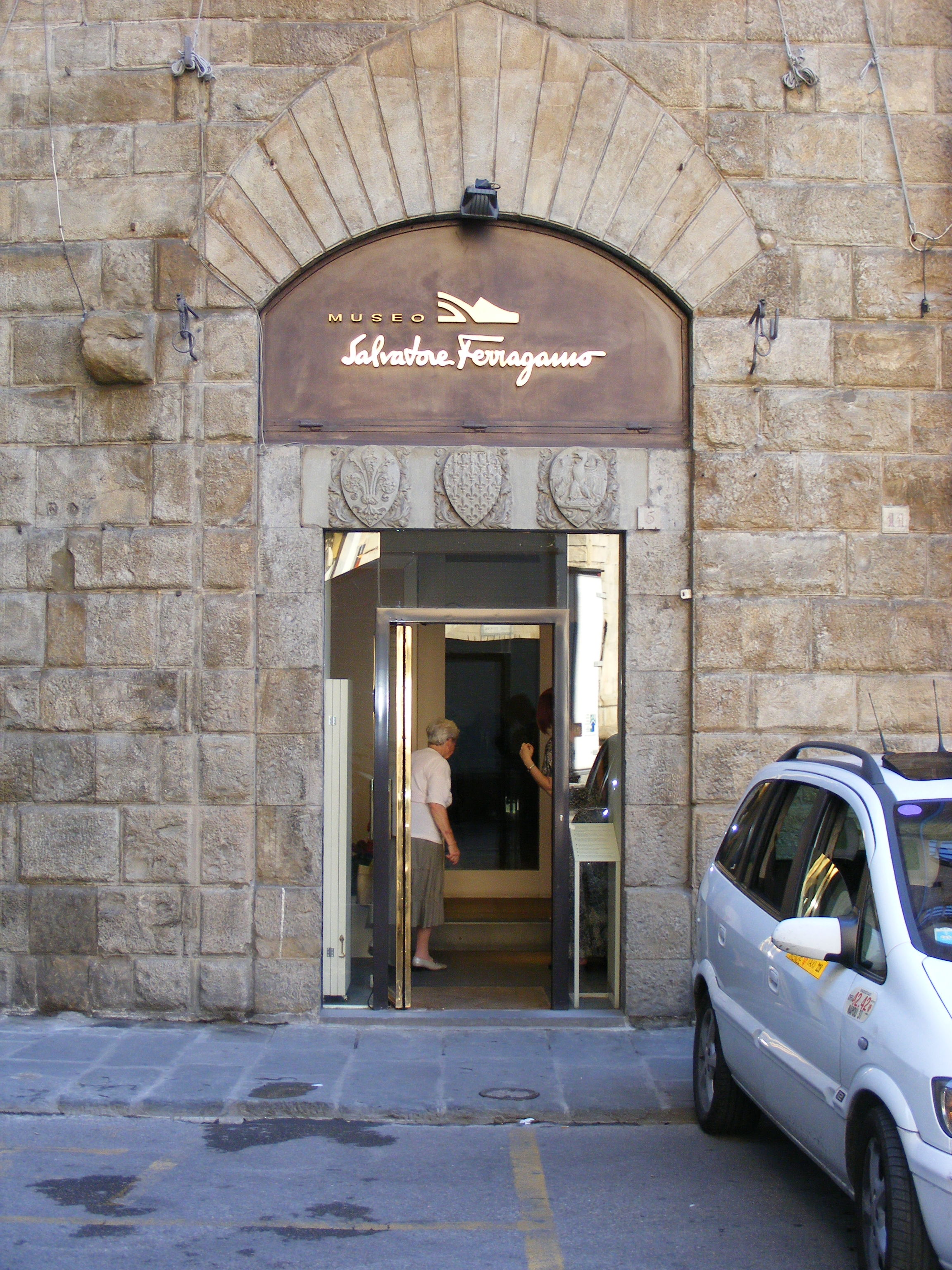
Вход в музей Сальваторе Феррагамо

В 1995 году во Флоренции, в Палаццо Спини-Ферони, купленном Феррагамо в 1930-х годах, открылся Музей Сальваторе Феррагамо, посвящённый истории компании и её основателю. Коллекция включает в себя более десяти тысяч моделей обуви, созданных Феррагамо начиная с 1920-х годов, одежду и аксессуары начиная с 1950-х годов, архив документов, связанных с деятельностью фирмы, а также обувь XVIII и XIX веков. В декабре 2006 года музей вновь открылся после реконструкции.
К 80-летнему юбилею фирмы была проведена выставка в Шанхае.

## Фонд
В марте 2013 года, фирма Salvatore Ferragamo основала во Флоренции благотворительный Фонд Феррагамо. Фонд оказывает материальную поддержку талантливым молодым модельерам, развивающим творческие идеи Сальваторе Феррагамо.